# William Richard Williamson
Pour les articles homonymes, voir Williamson.
William Richard (« Haji ») Williamson, né à Bristol (Angleterre) le 25 février 1872 et mort en 1958, est un aventurier britannique converti à l'Islam, devenu agent secret durant la Première Guerre mondiale, puis représentant de l'Anglo-Persian Oil Company dans le Golfe Persique.

## Biographie
D'une famille britannique d'armateurs et de transitaires maritimes associés au sein de la Harrison Line et établie en France, à Tonnay-Charente et à La Rochelle (Charente-Inférieure) au début du XIXe siècle puis à Nantes, fils de Francis Williamson et de Mary Elisabeth Reed, William Richard Williamson s'enrôle, après avoir étudié à la Clifton High School (en), sur le tea-clipper de son oncle en partance pour l'Australie et les États-Unis. Lorsque le navire accoste à San Diego, Williamson quitte le navire et trouve du travail dans une ferme près de Los Angeles. Dans l'intention de prospecter de l'or, Williamson acquiert une mule et un fusil de chasse et voyage aux Nevada où il acquiert une mine. Lorsque ce projet échoue, Williamson se rend à San Francisco et s'enrôle sur un cargo en partance pour Bordeaux.
Après une brève visite en France dans sa famille, Williamson retourne en Californie via le canal de Panama et entreprend diverses activités : il investie sans succès dans une entreprise de chemin de fer, en prenant part à un acte de vaudeville et tente sa chance en tant que boxeur amateur. Mais il ne faut pas attendre longtemps avant qu'il ne retourne à la mer.
Williamson embarque sur un baleinier qui navigue jusqu'au détroit de Béring. Il s'engage ensuite pour un voyage de commerce dans les mers du Sud et s'installe pendant un certain temps dans les îles Carolines. Mais il a est arrêté pour avoir vendu des fusils aux tribus rebelles et est incarcéré dans la prison de Manille. Après avoir soudoyé un gardien, Williamson échappe au consul américain Alexander Russell Webb (en) et embarque à bord d'un navire britannique à destination de Hong Kong. Il poursuit une carrière de marin comme quartier-maître du SS Chusan. Puis, après un bref séjour à Bombay, il monte à bord du SS Siam pour la colonie britannique d'Aden. À son arrivée, il s'est joint à la Aden Constabulary. Déjà intéressé par l'Islam, il entreprend l'étude islamique à Aden et, au bout d'un an, il fait sa chahada formelle et change son nom pour Abdullah Fadhil.
Il voyage en Saoudite, Irak et Koweït, et rejoint en 1894 la caravane Hajj à La Mecque, gagnant ainsi le surnom de Haji. Par la suite, Williamson négocie des chevaux avec l'armée britannique à Bombay et l'importation de biens étrangers à Zubair en Irak. À une occasion, il a provoqué un tollé quand il est apparu dans le souk local sur un penny-farthing bicycle, jamais vu dans cette région.
Il sert comme agent secret et chasseur d'espion dans le Golfe Persique pendant la Première Guerre mondiale. Il entreprend de nombreux voyages autour du Golfe Persique. 
Dans les années 1920, l'Anglo-Persian Oil Company avait du mal à contrer l'influence du major Frank Holmes (en) au Koweït. En cherchant un homme de la région pour aider la société dans ses rapports avec les Arabes locaux, le directeur général Sir Arnold Wilson appel Williamson en Irak.
En 1924, l'Anglo-Persian Oil Company le nomme inspecteur des agences du Golfe et l'envoie au Koweït où il se met à persuader les conseillers sheikhly pour passer leurs allégeances du Major Frank Holmes à l'Anglo-Persian. Il aide également le représentant de l'Anglo-Persian, Archibald Chisholm (en), dans les négociations. Williamson réussi à contrer l'influence de Holmes.
En 1925, Williamson agi comme interprète, guide et factotum général à la prospection Anglo-Persian du Qatar, dirigée par George Martin Lees (en). Williamson y retourne en 1934 avec Charles Mylles, le représentant de l'Anglo-Persian, pour obtenir la sécurité d'une concession pétrolière du cheikh Abdullah bin Jassim Al Thani (en).
Williamson guide et assiste aussi les géologues de l'Anglo-Persian à Abu Dhabi lors de leurs premières visites en 1934. Il est chargé de signer la première concession pétrolière de ce pays en janvier 1935.
En 1979, une théorie du complot est apparue prétendant que les Britanniques auraient secrètement soutenu l'Ayatollah Khomeini dans le renversement du Shah d'Iran, Mohammad Reza Pahlavi. Une partie de cette théorie se base sur une hypothèse selon laquelle Khomeiny serait en partie britannique, car il pourrait être un fils de Haji Williamson.

## Sources
- Stanton Hope, Arabian Adventurer: The Story of Haji Williamson, Robert Hale, 1951
- William Edward Stanton Hope, Arabian Adventurer. Born to Adventure. The True Story of Haji Williamson, Etc, Robert Hale, 1958
- Archibald H. T. Chisholm, The First Kuwait Oil Concession Agreement: A Record of the Negotiations, 1911-1934, 1975
- Eid Al Yahya, Travellers in Arabia: British explorers in Saudi Arabia, Stacey International, 2006